# Iolanda d'Angiò
Iolanda d'Angiò, nota anche come Iolande de Bar (Nancy, 2 novembre 1428 – Nancy, 23 marzo 1483), fu duchessa di Lorena (1473) e di Bar (1480).

## Biografia

Armi di Iolanda, composte dalle armi di (da destra a sinistra, dall'alto in basso): Gerusalemme, Napoli, Ungheria, Lorena, Bar, Valois-Angiò e con l'arma di Aragona sopra a tutto.

Era figlia di Renato d'Angiò, re di Napoli, duca d'Angiò, duca di Bar e di Lorena, conte di Provenza, e d'Isabella di Lorena, duchessa di Lorena.
Sposò a Nancy nel 1445 suo cugino Federico II di Vaudémont (1420 – 1470). Questo matrimonio pose fine ad una controversia esistente tra i padri dei due sposi a proposito della successione del Ducato di Lorena.
Nel 1473, alla morte di suo nipote Nicola I di Lorena, Iolanda ne ereditò il ducato e lo trasmise immediatamente a suo figlio Renato II. Fece la stessa cosa nel 1480, alla morte di suo padre con il Ducato di Bar, unendo così definitivamente i due territori.
Teoricamente anche la grande Contea di Provenza avrebbe dovuto essere trasmessa a suo figlio, poiché in quel feudo imperiale non era prevista la successione secondo la legge salica, ma il padre di Iolanda aveva disposto altrimenti, favorendo invece la successione solo in linea maschile, il che portò quindi all'annessione della Provenza alla Francia nel giro di un decennio.

## Discendenza
Iolanda e Federico ebbero sei figli:
- Pietro, m.1451;
- Renato II di Lorena (1451–1508), duca di Lorena;
- Nicola, signore di Joinville e Bauffremont, morto intorno al 1476;
- Giovanna (1458–1/25/1480[2]), sposò Carlo V, duca d'Angiò, suo cugino, nel 1474;
- Iolanda, sposò Guglielmo II, langravio d'Assia nel 1497;
- Margherita (1463–1521), sposò Renato d'Alençon nel 1488.

## Influenza culturale
Iolande de Bar è citata al decimo posto nella lista dei gran maestri del fantomatico Priorato di Sion (lista che lo stesso estensore Pierre Plantard nel 1993 ammise di avere falsificato). A lei è inoltre ispirata la Iolanta di Pëtr Il'ič Čajkovskij.

## Ascendenza
|                           |                      |                          | Genitori                             |  |  | Nonni |  |  | Bisnonni        |  |  | Trisnonni              |  |
|                           |                      |                          |                                      |  |  |       |  |  | Luigi I d'Angiò |  |  | Giovanni II di Francia |  |
|                           |                      |                          |                                      |  |  |       |  |  | Luigi I d'Angiò |  |  | Giovanni II di Francia |  |
|                           |                      | Bona di Lussemburgo      |                                      |  |  |       |  |  | Luigi I d'Angiò |  |  |                        |  |
| Luigi II d'Angiò          |                      |                          |                                      |  |  |       |  |  | Luigi I d'Angiò |  |  |                        |  |
|                           |                      | Maria di Blois           | Carlo di Blois                       |  |  |       |  |  |                 |  |  |                        |  |
|                           |                      | Maria di Blois           | Carlo di Blois                       |  |  |       |  |  |                 |  |  |                        |  |
|                           |                      | Maria di Blois           | Giovanna di Penthièvre               |  |  |       |  |  |                 |  |  |                        |  |
| Renato d'Angiò            |                      | Maria di Blois           |                                      |  |  |       |  |  |                 |  |  |                        |  |
|                           |                      | Giovanni I d'Aragona     | Pietro IV di Aragona                 |  |  |       |  |  |                 |  |  |                        |  |
|                           |                      | Giovanni I d'Aragona     | Pietro IV di Aragona                 |  |  |       |  |  |                 |  |  |                        |  |
|                           |                      | Giovanni I d'Aragona     | Eleonora di Sicilia                  |  |  |       |  |  |                 |  |  |                        |  |
| Iolanda di Aragona        |                      | Giovanni I d'Aragona     |                                      |  |  |       |  |  |                 |  |  |                        |  |
|                           |                      | Iolanda di Bar           | Roberto I di Bar                     |  |  |       |  |  |                 |  |  |                        |  |
|                           |                      | Iolanda di Bar           | Roberto I di Bar                     |  |  |       |  |  |                 |  |  |                        |  |
|                           |                      | Iolanda di Bar           | Maria di Valois                      |  |  |       |  |  |                 |  |  |                        |  |
| Iolanda d'Angiò           |                      | Iolanda di Bar           |                                      |  |  |       |  |  |                 |  |  |                        |  |
|                           | Giovanni I di Lorena | Rodolfo di Lorena        |                                      |  |  |       |  |  |                 |  |  |                        |  |
|                           | Giovanni I di Lorena | Rodolfo di Lorena        |                                      |  |  |       |  |  |                 |  |  |                        |  |
|                           | Giovanni I di Lorena | Maria di Châtillon       |                                      |  |  |       |  |  |                 |  |  |                        |  |
| Carlo II di Lorena        | Giovanni I di Lorena |                          |                                      |  |  |       |  |  |                 |  |  |                        |  |
|                           |                      | Sofia di Württemberg     | Eberardo II di Württemberg           |  |  |       |  |  |                 |  |  |                        |  |
|                           |                      | Sofia di Württemberg     | Eberardo II di Württemberg           |  |  |       |  |  |                 |  |  |                        |  |
|                           |                      | Sofia di Württemberg     | Elisabetta di Henneberg-Schleusingen |  |  |       |  |  |                 |  |  |                        |  |
| Isabella di Lorena        |                      | Sofia di Württemberg     |                                      |  |  |       |  |  |                 |  |  |                        |  |
|                           |                      | Roberto del Palatinato   | Roberto II del Palatinato            |  |  |       |  |  |                 |  |  |                        |  |
|                           |                      | Roberto del Palatinato   | Roberto II del Palatinato            |  |  |       |  |  |                 |  |  |                        |  |
|                           |                      | Roberto del Palatinato   | Beatrice d'Aragona                   |  |  |       |  |  |                 |  |  |                        |  |
| Margherita del Palatinato |                      | Roberto del Palatinato   |                                      |  |  |       |  |  |                 |  |  |                        |  |
|                           |                      | Elisabetta di Norimberga | Federico V di Norimberga             |  |  |       |  |  |                 |  |  |                        |  |
|                           |                      | Elisabetta di Norimberga | Federico V di Norimberga             |  |  |       |  |  |                 |  |  |                        |  |
|                           |                      | Elisabetta di Norimberga | Elisabetta di Meißen                 |  |  |       |  |  |                 |  |  |                        |  |
|                           |                      | Elisabetta di Norimberga |                                      |  |  |       |  |  |                 |  |  |                        |  |